# Cueva de Hira
Hira (en árabe: غار حراء Ġār Ḥirā) es una cueva situada a 3,2 km de La Meca, en la montaña llamada Jabal al-Nour, en la región de Hejaz de la actual Arabia Saudita. La cueva tiene unos 3,7 m de largo y 1,60 m de ancho. 
Es notable por ser el lugar donde los musulmanes creen que Mahoma recibió sus primeras revelaciones de Dios (Alá) a través del ángel Jibreel, también conocido tradicionalmente como el arcángel Gabriel por los cristianos.
Son 600 pasos para llegar a la cueva que está a una altura de 270 m (890 pies) y tiene un radio de 263,23 m (863,6 pies) durante el Hajj alrededor de 5.000 musulmanes suben a la cueva de Hira a diario a ver el lugar donde según sus creencias Mahoma recibió la primera revelación del Corán en la Noche del Destino.